# Mayang (Kelapa Kampit)
Mayang is een bestuurslaag in het regentschap Belitung Timur van de provincie Bangka-Belitung, Indonesië. Mayang telt 2471 inwoners (volkstelling 2010).